# Propomacrus davidi
Propomacrus davidi är en skalbaggsart som beskrevs av Deyrolle 1874. Propomacrus davidi ingår i släktet Propomacrus och familjen Euchiridae. Utöver nominatformen finns också underarten P. d. fujianensis.